# 唐立言
唐立言，中华人民共和国政治人物。
担任旅大市劳模、大连中苏造船公司铸钢厂工段长。1954年，当选第一届全国人民代表大会代表。